# Barbania
Barbania (piemontesisch Barbanià) ist eine Gemeinde  in der italienischen Metropolitanstadt Turin (TO), Region Piemont.

## Lage und Einwohner
Barbania liegt 32 km nördlich von Turin in der Schwemmebene des Stura di Lanzo. Das Gemeindegebiet umfasst eine Fläche von 12 km² und hat 1562 Einwohner (Stand 31. Dezember 2023). 
Die Nachbargemeinden sind Rivara, Busano, Rocca Canavese, Levone und Vauda Canavese.

## Geschichte

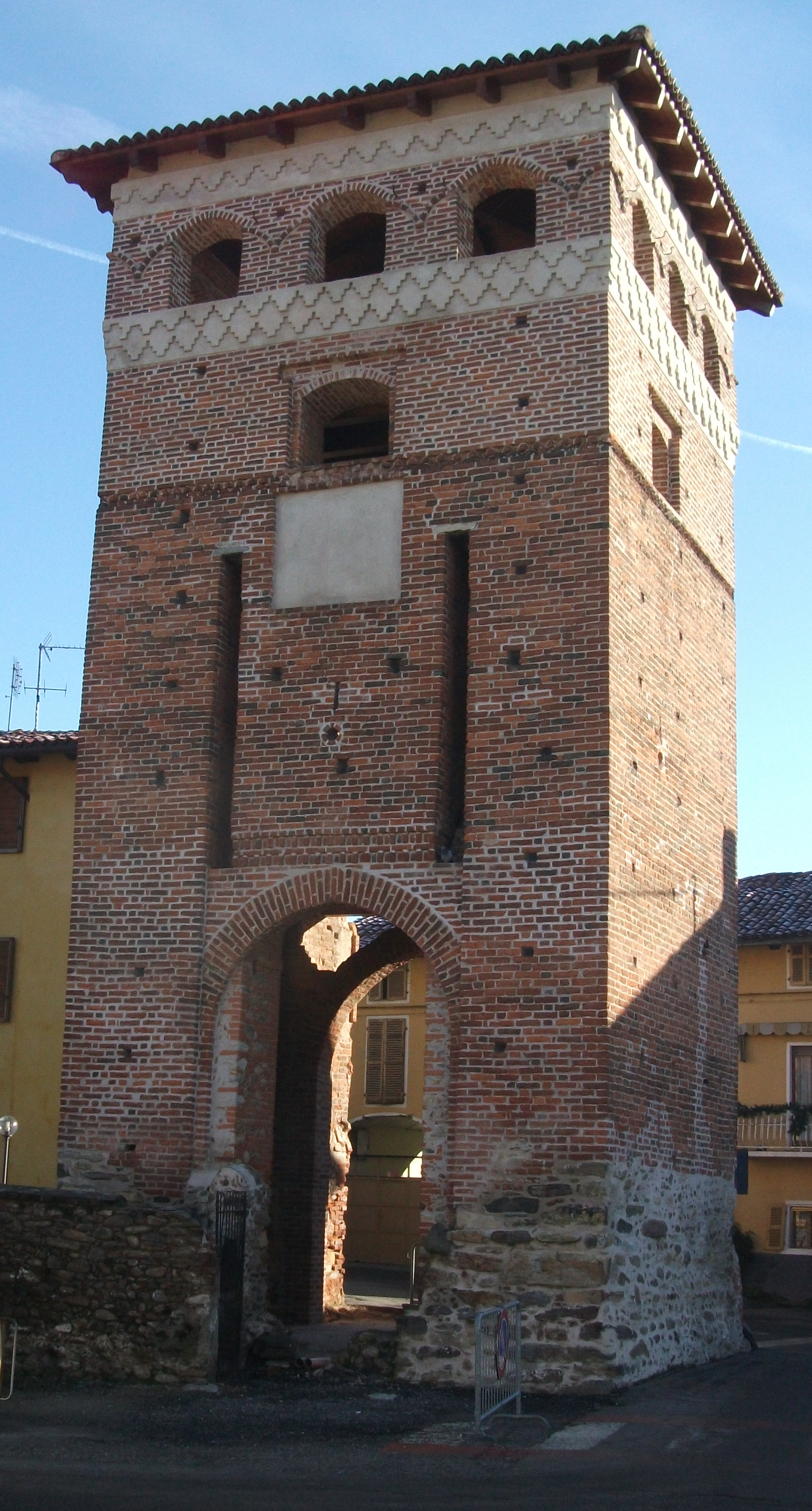
Der Turm von Barbania

Der Ortsname wird von 1184 bis 1416 durch die Einzelform „Barbania“ bezeugt, die von „Barabaneta“, „Eichenwald“, abgeleitet ist. Darauf, wiederum verbunden mit dem provenzalischen „Barben“, „Eiche“. Es wurde im Mittelalter erbaut und im 11. Jahrhundert als Lehen an eine örtliche Herrschaft übergeben, die ihre Herrschaft über mehrere umliegende Dörfer ausdehnte. Im Jahr 1164 wurde es von Kaiser Friedrich I. dem Markgrafen von Monferrato geschenkt und war anschließend in die Kriege zwischen den Herren von Canavese verwickelt, den Grafen von Valperga und denen von San Martino. Aus der Mitte desselben Jahrhunderts stammen Nachrichten über eine befestigte Siedlungsstruktur namens Ospitium, deren architektonische Aspekte bei den wiederholten Belagerungen, denen die Siedlung ausgesetzt war, verloren gingen. Der Wiederaufbau einer befestigten Stadtanlage mit einer neuen formalen Struktur, typisch für das 15. Jahrhundert, geht auf das Jahr 1447 zurück. 

## Sehenswürdigkeiten
Von den Zeugnissen seiner Vergangenheit sind nur noch wenige Überreste übrig geblieben. Zu den noch sichtbaren gehören: 
- Der massive quaderförmige Turm, an dessen Seiten noch Spuren der ursprünglichen Struktur zu sehen sind, zu der auch eine mit Riegeln betätigte Zugbrücke gehörte.
- Die Pfarrkirche San Giuliano Martire, die seit dem 14. und 15. Jahrhundert für die Einwohner von Castellum erbaut und im 18. Jahrhundert und 1870 renoviert wurde.
- Die Kapelle Mariä Himmelfahrt im Barockstil, die als Pfarrkirche für die Landbewohner erbaut wurde und später einfache Landkapelle und im 19. Jahrhundert Friedhofskirche genannt wurde.
- Die Kapelle San Sisto, die zum Hospiz gehörte.[2]

## Persönlichkeit
- Bernardino Drovetti (1776–1852), Sammler, Diplomat und Anwalt